# O-11 (潜水艦)
|          |                                                               |
| 艦歴     |                                                               |
| 発注     | 1916年3月3日                                                  |
| 起工     | 1916年3月6日                                                  |
| 進水     | 1917年10月29日                                                |
| 就役     | 1918年10月19日                                                |
| 退役     | 1924年6月21日                                                 |
| その後   | 1930年7月にスクラップとして廃棄                               |
| 除籍     | 1930年5月9日                                                  |
| 性能諸元 |                                                               |
| 排水量   | 水上491トン、水中566トン                                      |
| 全長     | 175 ft (53 m)                                                 |
| 全幅     | 16 ft 7 in (5.1 m)                                            |
| 吃水     | 13 ft 11 in (4.2 m)                                           |
| 機関     | ディーゼル・エレクトリック、2軸推進                           |
| 最大速   | 水上14ノット (26 km/h; 16 mph) 水中11ノット (20 km/h; 13 mph) |
| 乗員     | 士官2名、兵員27名                                             |
| 兵装     | 3インチ砲1門 18インチ魚雷発射管4門                            |

O-11 (USS O-11, SS-72) は、アメリカ海軍の潜水艦。O級潜水艦の1隻。O-11 から O-16 までの6隻は、エレクトリック・ボート社で建造された10隻とは設計での相違点があるため、しばしば別の艦級と見なされる。

## 艦歴
O-11 は1916年3月6日にコネチカット州ブリッジポートのレイク・トルペード・ボート社で起工する。1917年10月29日にバーナード・M・バルークによって進水し、1918年10月19日にニューヨークで艦長F・W・スキャンランド少佐の指揮下就役する。
就役は第一次世界大戦には間に合わなかったが、O-11 は1919年にニュージャージー州ケープ・メイで姉妹艦と合流した。1919年9月20日、O-11 はケープ・メイで予備役に置かれ、10月にペンシルベニア州フィラデルフィアに向けて出航した。フィラデルフィアでの数ヶ月の作業の後、ココ・ソロに向けて出航した。
潜水戦隊は1913年からココ・ソロで潜水艦の有用性を示していた。ココ・ソロの潜水艦基地は1920年代まで潜水艦のオーバーホールや試験海域の運用を行っていた。O-11 は1922年にココ・ソロに到着し、乗組員たちが任務の準備を行った後、1923年春にパナマで何回かの潜航試験を行った。10月に O-11 はフィラデルフィアに向かった。
O-11 は5年半の現役任務の後、1924年6月21日にフィラデルフィアで退役し、フィラデルフィア海軍造船所の司令官に引き渡された。1930年5月9日に除籍され、1930年7月に船体は売却された。